# Fogueres de Sant Joan
|  | Aquest article tracta sobre la festa major d'Alacant (País Valencià). Si cerqueu la nit on es tradició cremar fogueres fetes a partir de diversos materials de fusta, vegeu «Nit de Sant Joan». |

Les Fogueres de Sant Joan són la festa major d'Alacant, declarades oficialment d'Interés Turístic Internacional des de 1984. Els seus orígens són molt remots, ja que deriva del costum de cremar objectes ballant entorn d'una foguera amb l'arribada del solstici d'estiu, com és comú en totes les celebracions de la Nit de Sant Joan.

## Història
La primera notícia documental de la seua existència és de 1822 quan l'alcalde de la ciutat prohibia encendre fogueres als carrers sota multa de 20 a 100 reals mentre que en 1881 ja apareixen les primers fogueres amb figures grotesques. Estes festes organitzades amb les peculiaritats actuals daten del 1928, i van tindre per impulsor José María Py, basades en les Falles de València, en les quals havia participat anteriorment. El 1929 s'estrena el pasdoble "Les Fogueres de Sant Chuan" que acabaria convertint-se en l'Himne oficial de les Fogueres d'Alacant.
Tot i que tradicionalment la cremà es produïx el 24 de juny, el 1943 esta no es va produir aquell dia sinó el dia de Sant Pere (29 de juny) per evitar coincidir la setmana de festejos amb la festivitat del Corpus Christi.
A poc a poc l'èxit de la festa de les fogueres va fer que altres poblacions properes començaren també a plantar-ne. Les primers localitats que ho van fer són Sant Vicent del Raspeig en 1947, Xàbia en 1950 i Sant Joan d'Alacant en 1969.

## Els festejos
Amb el pregó es donen per iniciats els festejos, que comencen amb l'entrada de bandes i comissions, on desfilen els foguerers i foguereres amb els vestits tradicionals acompanyats de les bellesses del foc i les dames d'honor de cada comissió foguerera amb el típic vestit de nòvia alacantina, tot això acompanyat al ritme de la música de les bandes de música tradicionals o dolçaines i tabalets. Posteriorment es planten les fogueres, monuments artístics policromats de cartó pedra i fusta de profunda càrrega satírica, en la nit del 20 de juny les infantils i del 21 de juny les grans, i es cremen al cap de quatre dies després de llançar-se des del puig del Benacantil una monumental palmera de focs artificials que és visible des de gran part de la ciutat i la major part de la Costa Blanca. 
Tot i l'origen inspirat en les Falles de València, les Fogueres tindran la seua evolució estètica paral·lela amb l'aparició de l'estètica alacantina.
Al llarg dels dies de festa hi ha una extensa programació d'actes com cercaviles, cavalcades, ofrenes, corregudes de bous, actuacions musicals, campionats esportius, entre d'altres que apleguen més d'un milió de visitants. La festa es viu al carrer, on la gent pot visitar les fogueres més importants i també menjar, sopar i ballar a les barraques i racons on també hom pot degustar la típica coca amb tonyina i les bacores o l'anomenat soparet alacantí.
La festa compta amb la seua festera major, la Bellea del Foc, abillada amb el típic vestit de nóvia alacantina', i elegida entre les que foren 'Belleses' de cadascun dels 90 districtes de la ciutat que és la representació viva de la festa. En els dies posteriors a la cremà de les més de 180 fogueres, se celebra un concurs de focs artificials i traques lluminoses que es disparen des de la platja del Postiguet.
Després de la cremà es tradicional també a les fogueres d'Alacant la banyà, que es produeix quan els espectadors més joves de les flames de les fogueres demanen als bombers que els llancen aigua a sobre i aquests accedeixen a les seua demanda.

## Històric de premis a la millor foguera d'Alacant[10]
Fogueres amb premis en la Secció Especial:
| Comissió               | Primer premi | Anys |
| ---------------------- | ------------ | --- |
| Benalua                | 18           | 1928, 1952, 1953, 1955, 1956, 1958, 1959, 1966, 1971, 1972, 1974, 1976, 1977, 1978, 1979, 1981, 1982, 1984 |
| Carolines Altes        | 14           | 1949, 1989,1995, 1996, 1997, 1998, 2002, 2004, 2005, 2006, 2007, 2008, 2012, 2014                          |
| Ciutat d'Assís         | 13           | 1960, 1961, 1962, 1963, 1964, 1965, 1967, 1968, 1969, 1970, 1985, 1990, 1991                               |
| Sèneca Autobusos       | 7            | 1950, 1951, 1954, 2015, 2016, 2017, 2018                                                                   |
| Benito Pérez Galdós    | 5            | 1931, 1932, 1933, 1943, 1944                                                                               |
| Alfons el Savi         | 5            | 1941, 1956, 1957, 1975, 1980                                                                               |
| Florida-Portatge       | 4            | 2009, 2010, 2022, 2024                                                                                     |
| Santa Isabel           | 3            | 1946, 1948, 2001                                                                                           |
| Hernán Cortés          | 3            | 1986, 1992, 1994                                                                                           |
| Plaça Ruperto Chapí    | 2            | 1929, 1930                                                                                                 |
| Plaça de Gabriel Miró  | 2            | 1942, 1947                                                                                                 |
| Mercat Central         | 2            | 1945, 1973                                                                                                 |
| Sant Blai              | 2            | 1987, 1988                                                                                                 |
| Polígon Sant Blai      | 2            | 1993, 2003                                                                                                 |
| Port d'Alacant         | 2            | 1999, 2000                                                                                                 |
| La Ceràmica            | 2            | 2011, 2019                                                                                                 |
| Madrid                 | 1            | 1934 |
| Plaça de la República  | 1            | 1935 |
| Plaça del 14 d'Abril   | 1            | 1936 |
| Rambla de Méndez Núñez | 1            | 1940 |
| Plaça Pius XII         | 1            | 1983 |
| Foguerer-Carolines     | 1            | 2013 |
| Diputació-Renfe        | 1            | 2023 |
| Baber-Els Antigons     | 1            | 2025 |

## Fogueres fóra d'Alacant
En l'actualitat, a banda de la ciutat d'Alacant, se celebren les fogueres de Sant Joan amb monuments artístics policromats de cartó pedra i fusta i amb profunda càrrega satírica com es fa a Alacant, a altres ciutats del sud del País Valencià, com ara Torrevella, Guardamar del Segura, Xàbia, Sant Joan d'Alacant, Sant Vicent del Raspeig, Dénia, Benidorm, Calp i el Raval de Sant Joan d'Elx. Posteriorment, entrat el segle XXI, també Xàtiva començaria a plantar fogueres.